# فلاح عبود
فلاح عبود (1957 - 25 كانون الثاني/يناير 2022) ممثل عراقي.

## من أعماله

### مسلسلات
- غاوي مشاكل
- حكايات الأيام العصيبة
- وجهة نظر
- الهروب إلى المجهول
- الجرح
- البرج والثعبان
- برج العقرب
- رجل فوق الشبهات
- الرحيل
- بيت الطين
- حرائق الرماد
- شعيط ومعيط
- السلطان والشاه

### أفلام
- المنفذون

### مسرحيات
- أم خليل

## وفاته
توفي فجر يوم الثلاثاء 22 جمادى الآخرة 1443 هجريًّا الموافق 25 كانون اللثاني/يناير 2022 ميلاديًّا، وقد نعته نقابة الفنانين العراقيين في بيان لها جاء فيه: «ببالغ الحزن والأسى تنعى نقابة الفنانين الفنان فلاح عبود والذي وافته المنية فجر هذا اليوم سائلين المولى أن يتغمده بواسع رحمته وأن يلهم ذويه ومحبيه وزملائه الصبر والسلوان».

## وصلات خارجية
- فلاح عبود على موقع قاعدة بيانات الأفلام العربية